# Перламутр и серебро: Андалусийка
«Перламутр и серебро: Андалусийка» (англ. Mother of Pearl and Silver: The Andalusian) — картина Джеймса Уистлера, созданная между 1888 и 1900 годами. На полотне изображена женщина в полный рост, стоящая спиной к зрителю, с головой в профиль. Моделью выступила Этель Уибли (урождённая Бирни Филип), невестка и секретарь художника.

## Создание
Уистлер начал работу над «Андалусийкой» в Лондоне в 1888 году, когда женился на Беатрикс, и завершил её в Париже в 1900 году.
Цветовая гамма картины — чёрный, перламутр и серебро. Название относится к серому шелковому вечернему платью Этель, парижское платье в стиле прекрасной эпохи, с прозрачными многослойными рукавами чёрного болеро, напоминающего традиционный андалузский костюм.

## Модель
Этель Бирни Филипп родилась в Челси, Лондон, 29 сентября 1861 года в семье скульптора Джона Бирни Филиппа и Фрэнсис Блэк. Её сестра Беатрис (также называемая «Беатрикс» или «Трикси») вышла замуж за Уистлера в 1888 году. Этель работала секретарем Уистлера в 1893—1894 годах. После вышла замуж за Чарльза Уибли в 1896 году, свадьба прошла в саду дома, занимаемого Уистлером на улице Рю-дю-Бак, Париж, 110. Её сестра Розалинд Бирни Филипп впоследствии исполняла обязанности секретаря художника и была назначена душеприказчиком Уистлера после его смерти.
Уистлер написал несколько портретов Этель в полный рост, в том числе «Перламутр и серебро: Андалусийка» и акварель «Розовое и серебряное: портрет миссис Уибли», и другие наброски и гравюры под названием «Мисс Этель Филипп» или «Миссис Уибли».